# Udzima wa ya Masiwa
Udzima wa ya Masiwa je nacionalna himna države Komori. U upotrebi je od 1978. Glazbu su napisali Said Hachim Sidi Abderemane i Kamildine Abdallah. Riječi je napisao Said Hachim Sidi Abderemane sam.

## Riječi

### Shimasiwa
I béramu isi pépéza  

i nadi ukombozi piya 

i daula ivénuha 

tasiba bu ya i dini voya trangaya hunu Komoriya 

Narikéni na mahaba ya huveindza ya masiwa
yatruwasiwa Komoro damu ndzima 

wasiwa Komoro dini ndzima

Ya masiwa radzali wa

ya masiwa yarileya

Mola né ari sayidiya

Narikéni ha niya

riveindzé uwataniya

Mahaba ya dine na duniya.

I béramu isi pépéza

rang mwési sita wa Zuiye

i daula ivénuha

zisiwa zatru zi pangwi ha

Maoré na Nzuani, Mwalina Ngaziya

Narikéni na mahaba ya huveindzar ya masiwa.

### Francuski
Au faîte le Drapeau flotte 

Apelle a là Liberté totale. 

La nation apparaît, 

Force d'une meme religion au sein des Comores. 

Vivons dans l'amour rèciproque dans nos îles.
Les Comoriens issue de même sang, 

Nous embrassons la même idéologie réligieuse. 

Les îles où nous somme nés!! 

Les îles qui nous ont prodigués la bonne éducation. 

Dieu ya apporté son aide. 

Conservons notre unité pour l'amour de la patrie, 

Amour pour la réligion 

Et pour l'évolution.
Au faîte le Drapeau flotte 

Depuis le 6 du mois de Juillet 

La nation apparaît, 

Les îles devenues souveraines; 

Maore - N'Dzouani - Mouwali - et N'Gazidja. 

Gardons notre amour pour les îles.

### Arapski
العلم يرفرف ,

ليعلن الإستقلال التام ;

ترتقي الأمة ,

بسبب إيماننا

في جزرنا القمرية .
دعنا نتحلى بالإخلاص

لحب جزرنا العظيمة .

نحن القمريون من دم ٍ واحد ,

نحن القمريون من إيمانٍ واحد .
على هذه الجزر قد ولدنا ,

هذه الجزر قد رعتنا .

نرجوا من الله مساعدتنا دائماً ;

لحب أرضنا الأم ,

و لحب ديننا و العالم .
العلم يرفرف .

من السادس من يوليو

ترتقي الأمة ;

جزرنا موحدة .

ماوري و أنزون موهيلي و القمر ,

دعنا نتحلى بالإخلاص

لحب جزرنا العظيمة .